# پال کاستا جونیور
پال کاستا جونیور (انگلیسی: Paul Costa Jr؛ زادهٔ ۱۶ سپتامبر ۱۹۴۲) یک دانشمند، متخصص و پژوهشگر در زمینه روان‌شناسی شخصیت اهل ایالات متحده آمریکا است.
شهرت وی به واسطهٔ ابداع آزمون پنج عامل بزرگ شخصیت (به همراه رابرت آر. مک‌کری) است و به‌دلیل پژوهش‌های گسترده و چاپ مقالات فراوان، او یکی از بیشترین میزان استناد را در میان روان‌شناسان زندهٔ دنیا داراست به‌نحوی که شاخص اچ او بیش از ۱۳۵ است.